# Сосновское сельское поселение (Нижнекамский район)
Сосновское се́льское поселе́ние — муниципальное образование в Нижнекамском районе Татарстана Российской Федерации.
Административный центр — деревня Благодатная.

## История
Статус и границы сельского поселения установлены Законом Республики Татарстан от 31 января 2005 года № 31-ЗРТ «Об установлении границ территорий и статусе муниципального образования "Нижнекамский муниципальный район" и муниципальных образований в его составе».

## Население
| 2010 | 2011 | 2012 | 2013 | 2014 | 2015 | 2016 |
| ---- | ---- | ---- | ---- | ---- | ---- | ---- |
| 892  | →892 | ↘887 | ↘880 | ↘862 | ↘834 | ↗842 |
| 2017 | 2018 |      |      |      |      |      |
| ↘818 | ↘795 |      |      |      |      |      |

## Состав сельского поселения
| № | Населённый пункт | Тип населённого пункта          | Население |
| - | ---------------- | ------------------------------- | --------- |
| 1 | Благодатная      | деревня, административный центр |           |
| 2 | Большая Сосновка | деревня                         |           |
| 3 | Тавель           | село                            |           |
| 4 | Тетвель          | село                            |           |
| 5 | Троицкий         | посёлок                         |           |